# Seweryn Dolnicki
Seweryn Dolnicki – polski urzędnik c. k.
W 1895 był praktykantem konceptowym c. k. Namiestnictwa w Nisku. W kwietniu 1907 jako sekretarz powiatowy został mianowany komisarzem powiatowym. Sprawował urząd c. k. starosty powiatu niskiego.
W 1916 został odznaczony Krzyżem Kawalerskim Orderu Franciszka Józefa.